# Skeatia rugosa
Skeatia rugosa är en stekelart som beskrevs av Jonathan och Gupta 1973. Skeatia rugosa ingår i släktet Skeatia och familjen brokparasitsteklar. Inga underarter finns listade i Catalogue of Life.